# 朝長則男
朝長 則男（ともなが のりお、1949年〈昭和24年〉2月12日 - ）は、日本の政治家。長崎県佐世保市長（4期）、長崎県議会議員（4期）、佐世保市議会議員（2期）を務めた。

## 概要
長崎県佐世保市生まれ。長崎県立佐世保南高等学校、青山学院大学経済学部卒業。
1987年、佐世保市議会議員選挙に出馬し、初当選。1991年再選。1994年2月、市議を任期途中で辞職し、長崎県議会議員補欠選挙に立候補。朝長以外に立候補者がいなかったため無投票で当選し、以後4期連続当選。2004年、長崎県議会副議長に就任（～2005年7月）。県議時代は自由民主党に所属していた。
2006年7月、翌年の佐世保市長選挙に無所属で出馬する意向を表明。2007年4月、佐世保市長選挙で元助役の野口日朗ら2候補を破り初当選した。4月30日、市長就任。
2010年1月10日、佐世保市が開催した成人式で挨拶中、壇上に上がって騒いだ新成人に対し「社会のルールを守ることを認識してほしい。社会は厳しいものですよ」と一喝した。
2011年、佐世保市長再選。
2015年、佐世保市長に無投票で3選。
2019年、佐世保市長に4選した。
2022年11月27日、2023年の統一地方選挙にて執行される予定の市長選挙に関して「後期高齢者（75歳以上）となってから市長職をすることは賛成でない」として立候補しないことを表明、今期の任期満了を以て引退する意思を明らかにした。
2024年（令和6年）春の受勲に於いて旭日中綬章が授けられることが決定された。